# デキムス・ユニウス・ブルトゥス・スカエウァ (紀元前325年の執政官)
デキムス・ユニウス・ブルトゥス・スカエウァ（ラテン語: Decimus Junius Brutus Scaeva、生没年不詳）は紀元前4世紀の共和政ローマの政治家・軍人。紀元前325年に執政官（コンスル）を務めた。

## 出自
プレブス（平民）であるユニウス氏族の出身。共和政ローマ最初の執政官ルキウス・ユニウス・ブルトゥスはパトリキであったが、その二人の息子は最後のローマ王タルクィニウス・スペルブスに加担した罪で処刑されており、その子孫はプレブスとなっている。スカエウァはプレブス系ユニウス氏族では最初の執政官である。アグノーメン（第四名、添え名）のスカエウァはティトゥス・リウィウスの著書ローマ建国史に一箇所記載があるのみである。その箇所でプラエノーメン（第一名、個人名）は記載されておらず、またローマ建国史の他の部分にも記述は無い。しかし、シケリアのディオドロスとカッシオドルスの著書ではデキムスとされている。紀元前292年の執政官デキムス・ユニウス・ブルトゥス・スカエウァは息子である。

## 経歴
スカエウァが最初に記録に現れるのは紀元前339年のことで、独裁官（ディクタトル）クィントゥス・プブリリウス・ピロがマギステル・エクィトゥム（騎兵長官）に指名している。ガイウス・マルキウス・ルティルスが紀元前356年にプレブス出身者として最初の独裁官に就任しているが、ピロもスカエウァもプレブスであり、この頃プレブスが独裁官や騎兵長官となるのは、稀な例であった。歴史家フレデリック・ミュンツァーは、スカエウァはこの当時の最も重要なプレブスの一人であったと述べている。
紀元前325年、スカエウァは執政官に就任。同僚執政官はパトリキのルキウス・フリウス・カミッルスであった。前年に第二次サムニウム戦争が勃発しており、山岳地帯のウェスティニ人（en）もこれに加わった。カミッルスは対サムニウム戦を担当することとなった。しかしながら、このとき重病を患い、実際には軍を指揮することはできなかった。軍の指揮は独裁官ルキウス・パピリウス・クルソルに委ねられた。一方スカエウァはウェスティニと戦うこととなった。リウィウスはスカエウァのウェスティニに対する作戦を記述している。スカエウァはウェスティニ領土で略奪を行い、やがてウェスティニは戦闘を挑んだがこれに勝利した。スカエウァはクティナとキンギリアという街を占領し、兵士に戦利品を分配したとされるが、この勝利は誇張されている可能性もある。
紀元前313年、サムニウムにラテン人の植民市サティキュラが建設されるが、スカエウァはこれを監督する3人委員会に選ばれたと思われる。

## 参考資料
- ティトゥス・リウィウス『ローマ建国史』
- シケリアのディオドロス『歴史叢書』
- Friedrich Münzer : Junius 60). In: Paulys Realencyclopädie der classischen Altertumswissenschaft (RE). Volume X, 1, Stuttgart 1918, Sp. 1026 f.